# Museu Arqueològic i Paleontològic-Coves del Toll de Moià
El Museu Arqueològic i Paleontològic-Coves del Toll de Moià té la seu a la casa natal de Rafael Casanova, a Moià (Moianès), edifici que comparteix amb el Museu Casa Natal Rafael Casanova, que depèn del Museu d'Història de Catalunya.
El fons del museu el conformen les col·leccions arqueològiques procedents de les coves del Toll, complex integrat per quatre cavernes i un avenc que es formaren durant el període del Pliocè en el Quaternari, i en menor mesura, d'altres jaciments de la comarca. El museu forma part de la Xarxa de Museus Locals de la Diputació de Barcelona, i gestiona també el Parc Prehistòric de les Coves del Toll.

## Exposició
El museu arqueològic està organitzat en diferents espais temàtics que, a partir de les restes trobades a les coves del Toll, permeten estudiar la prehistòria al Moianès: la situació geogràfica de la cova, la formació geològica, la fauna del Quaternari i, per acabar, la presència humana i les seves conseqüències.
Del fons del museu destaquen les restes de fauna quaternària (ossos, lleons, rinoceronts, hipopòtams, etc.) i indicis de presència humana des del Paleolític mitjà.